# Вальтер Фіров
Вальтер Фіров (нім. Walter Vierow; 1 травня 1892, Берлін — 20 березня 1959, Ганновер) — німецький військовий діяч часів Третього рейху.

## Життєпис
Походив з родини торговця Альберта Фірова і його дружини Фрідеріки, уродженої Мюллер. Обрав для себе кар'єру військовика. 1912 року як фаненюнкер приєднався до 10-го Ганноверського добровільного батальйону.
Початок Першої світової війни у 1914 році зустрів у званні лейтенанта. Того ж року очолив взвод. 1915 року призначено ад'ютантом командира батальйону, а з 1917 року — командиром роти. 1917 року присвоєно звання обер-лейтенанта. 1918 року Вальтера Фірова було поранено. З грудня 1918 по січень 1920 року брав участь у боях у Латвії в складі німецького корпусу та балтійського ландверу.
1920 року повернувся до Німеччини, де Фірова було зараховано до Шостого добровільного батальйону. 1921 року одружився. 1923 року вступив до Ганноверського університету, де вивчав інженерну справу. 1925 року присвоєно звання капітана. 1928 року закінчив університет, а 1930 року переведено до Міністерства оборони.
1934 року присвоєно звання майора. Невдовзі його було призначено командиром 20-го добровільного батальйону.
1940 року очолив Тринадцятий добровільний батальйон, 1941 року — 685-й добровільний полк.10 січня 1943 року його переведено до резерву фюрера. У квітні 1943 року Фірова було призначено на чолі 213-го відділу оборони в Київській області для здійснювання нагляду за оборонними роботами біля Дніпра.
13 серпня 1943 року очолив військову комендатуру Києва. У грудні того ж року очолив польову комендатуру Белграда. У серпні 1944 року переведено до Східної Пруссії, де будував оборонні споруди. 1 березня 1945 року очолив 8-му оборонну ділянку Праги. Того ж року потрапив до американського полону.
1946 року відправлено до Югославії, де Вальтера Фірова було засуджено до 20 років ув'язнення. 

## Звання
- Фанен-юнкер (19 вересня 1912)
- Лейтенант (22 березня 1914) — патент від 23 березня 1912 року.
- Оберлейтенант (20 травня 1917)
- Гауптман (1 лютого 1925)
- Ротмістр (1 квітня 1928)
- Гауптман (1 квітня 1929)
- Майор (1 квітня 1934)
- Оберстлейтенант (1 серпня 1936)
- Оберст (1 березня 1939)
- Генерал-майор (1 жовтня 1942)

## Нагороди
- Залізний хрест 2-го і 1-го класу
- Почесний хрест ветерана війни з мечами
- Медаль «За вислугу років у Вермахті» 4-го, 3-го, 2-го і 1-го класу (25 років)
- Застібка до Залізного хреста
  - 2-го класу (10 червня 1940)
  - 1-го класу (31 липня 1942)
- Хрест Воєнних заслуг 2-го і 1-го (2 грудня 1941) класу з мечами
- Медаль «За зимову кампанію на Сході 1941/42» (5 серпня 1942)
- Кримський щит (9 жовтня 1942)